# Pachnobia simplicissima
Pachnobia simplicissima là một loài bướm đêm trong họ Noctuidae.